# Temple de Marc-Aurèle
Le temple de Marc-Aurèle (lat. : Templum Divi Marci) était un temple situé sur le Champ de Mars de Rome, près de l'actuelle Piazza Colonna et de la colonne de Marc-Aurèle. Ce temple est érigé après la mort du souverain, après qu'il a été divinisé.

## Création
Le temple de Marc-Aurèle est dédié par l'empereur Commode, fils et successeur de Marc-Aurèle. Il est attesté notamment par les sources littéraires, près du temple d'Hadrien, situé de nos jours sur la Piazza di Pietra à Rome. Selon François Chausson et Filippo Coarelli, se basant sur l'inscription CIL, VI, 1585, le temple était aussi dédié à Faustine et la construction de l'édifice aurait pu débuter dès 176, année de la mort de l'impératrice elle aussi divinisée.

## Localisation
Le temple se trouvait, selon les Régionnaires de Rome, dans la Regio IX Circus Flaminius, en face de la colonne de Marc-Aurèle. La zone avait été fortement monumentalisée et reconstruite sous Hadrien, qui fait ériger un nouveau Panthéon à l'emplacement de l'édifice d'Agrippa.

## Topographie

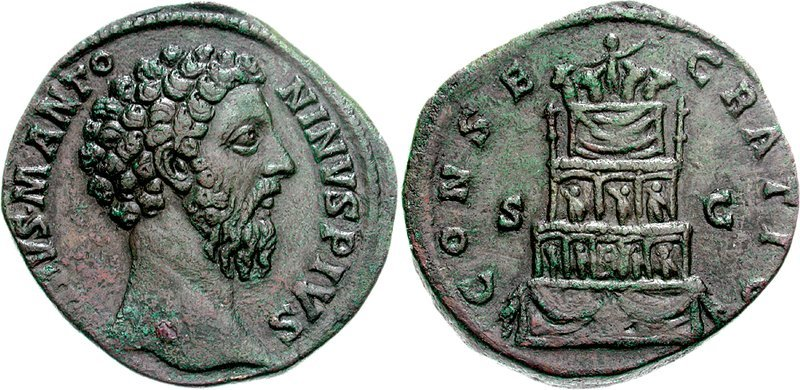
180 pièces, Monnaies de Commode, Divus empereur romain sur pièces, Sestertii de Commode, Sestertii de Marc Aurèle, Sestertius

Cette région du Champ de Mars était traditionnellement consacrée aux funérailles impériales : c'est un peu plus au nord qu'avaient eu lieu les funérailles d'Auguste et, plus récemment, on y avait érigé un temple à Salonia Matidia divinisée, morte en 119, peut-être le 23 décembre, au début du principat d'Hadrien, son gendre. Celui-ci avait alors fait son oraison funèbre, l'avait divinisée et lui avait dédiée un temple et un autel.
Non loin se trouvaient plusieurs monuments funéraires abritant les cendres des anciens souverains de Rome : le mausolée d'Auguste au nord et, à l'ouest, au-delà du Tibre, se trouvait aussi le mausolée d'Hadrien, non loin du temple qui lui fut dédié après sa mort et sa consecratio. L'endroit est aussi balisé par différents monuments triomphaux rappelant les haut-faits des membres de la dynastie des Antonins comme la colonne d'Antonin le Pieux et la colonne de Marc-Aurèle inspirée de la colonne Trajane.

## Vestiges
C'est probablement en face de la colonne de Marc-Aurèle, non loin de l'ustrinum (bûcher funéraire monumentalisé) de Faustine, que fut construit le temple de Marc-Aurèle, dont il ne subsiste aujourd'hui aucun vestige identifié. D'abord identifié aux vestiges du Palais de la Bourse - qui correspondent en réalité au temple d'Hadrien - les rares fragments d'architecture associés au temple de Marc-Aurèle sont ceux découverts dans les fouilles de la Piazza Montecitorio, près de la colonne de Marc-Aurèle. Plusieurs fragments de soffites, de caissons et de couvre-joints en marbre de Carrare y furent découverts, mais cette identification reste incertaine.
| Plan intemporel du Champ de Mars central |
| --- |
| \| Thermes · de Néron Stade de · Domitien Panthéon Basilique · de Neptune Thermes · d'Agrippa Stagnum · Agrippae Odéon de · Domitien Insulae · d'époque · hadrianique Entrepôts · ? Entrepôts · ? Entrepôts · ? Saepta · Iulia Diribitorium Divorum Aqua · Virgo Arc de · Claude Portique · Vipsania Caserne de · la Ire cohorte · des vigiles Iseum Temple de · Minerve · chalcidique Autel · de Mars Via · Flaminia Via · Flaminia Temple · d'Hadrien Temple de · Matidia Théâtre de · Pompée Temples du · Largo Argentina Portique de · Minucius Colonne de · Marc-Aurèle Colonne · d'Antonin le Pieux Autel de Faustine · l'Ancienne Autel de Faustine · la Jeune Via Recta Portique et temple · de Bonus Eventus Portique de · Pompée Arc · Nouveau Portique de · Méléagre Portique des · Argonautes Piazza · della · Rotonda Villa · Publica \| |
| Thermes · de Néron Stade de · Domitien Panthéon Basilique · de Neptune Thermes · d'Agrippa Stagnum · Agrippae Odéon de · Domitien Insulae · d'époque · hadrianique Entrepôts · ? Entrepôts · ? Entrepôts · ? Saepta · Iulia Diribitorium Divorum Aqua · Virgo Arc de · Claude Portique · Vipsania Caserne de · la Ire cohorte · des vigiles Iseum Temple de · Minerve · chalcidique Autel · de Mars Via · Flaminia Via · Flaminia Temple · d'Hadrien Temple de · Matidia Théâtre de · Pompée Temples du · Largo Argentina Portique de · Minucius Colonne de · Marc-Aurèle Colonne · d'Antonin le Pieux Autel de Faustine · l'Ancienne Autel de Faustine · la Jeune Via Recta Portique et temple · de Bonus Eventus Portique de · Pompée Arc · Nouveau Portique de · Méléagre Portique des · Argonautes Piazza · della · Rotonda Villa · Publica       |